# Pseudogriphoneura pallipes
Pseudogriphoneura pallipes är en tvåvingeart som beskrevs av Malloch 1926. Pseudogriphoneura pallipes ingår i släktet Pseudogriphoneura och familjen lövflugor.
Artens utbredningsområde är Costa Rica. Inga underarter finns listade i Catalogue of Life.